# Orto

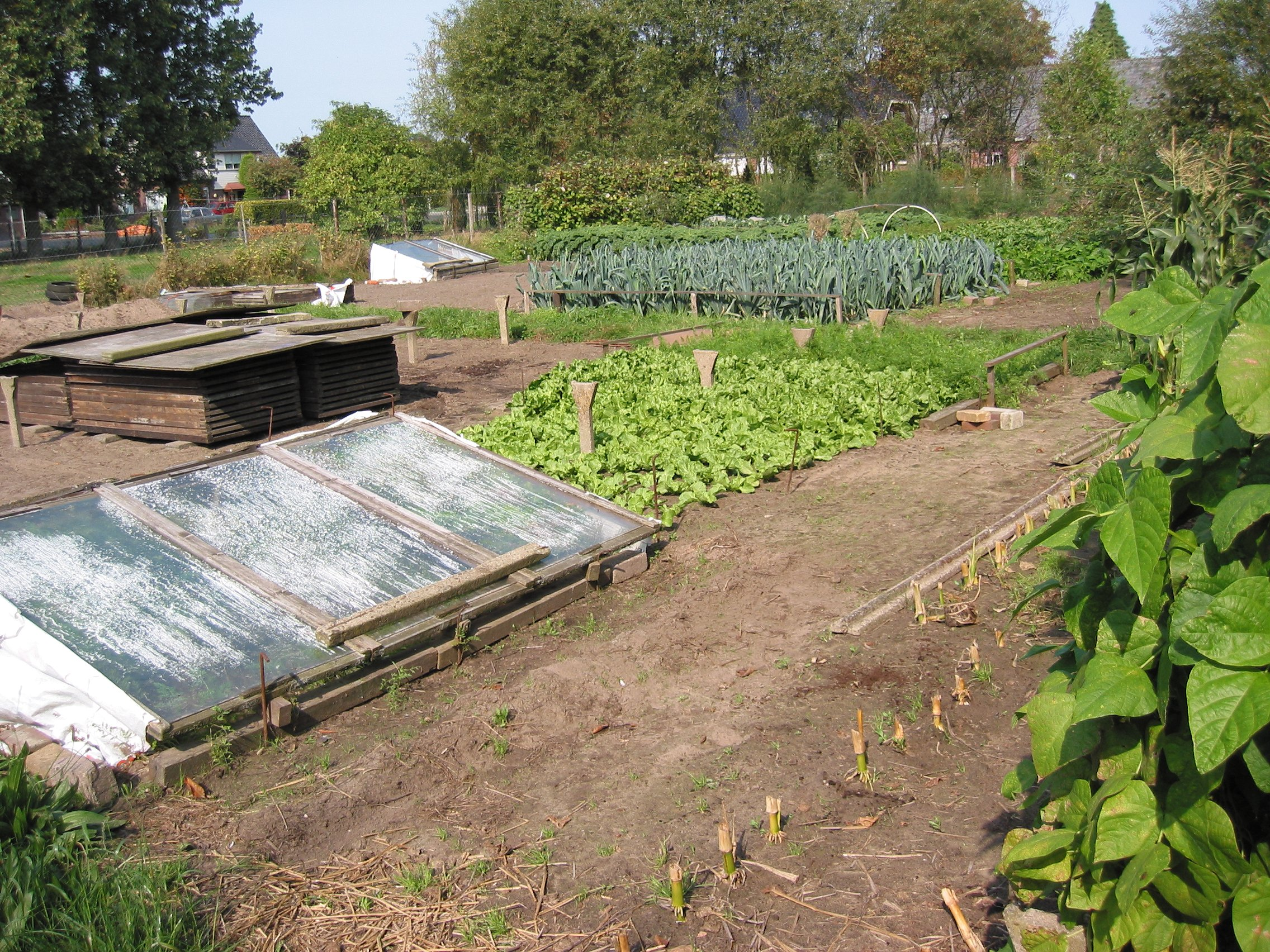
Un orto casereccio

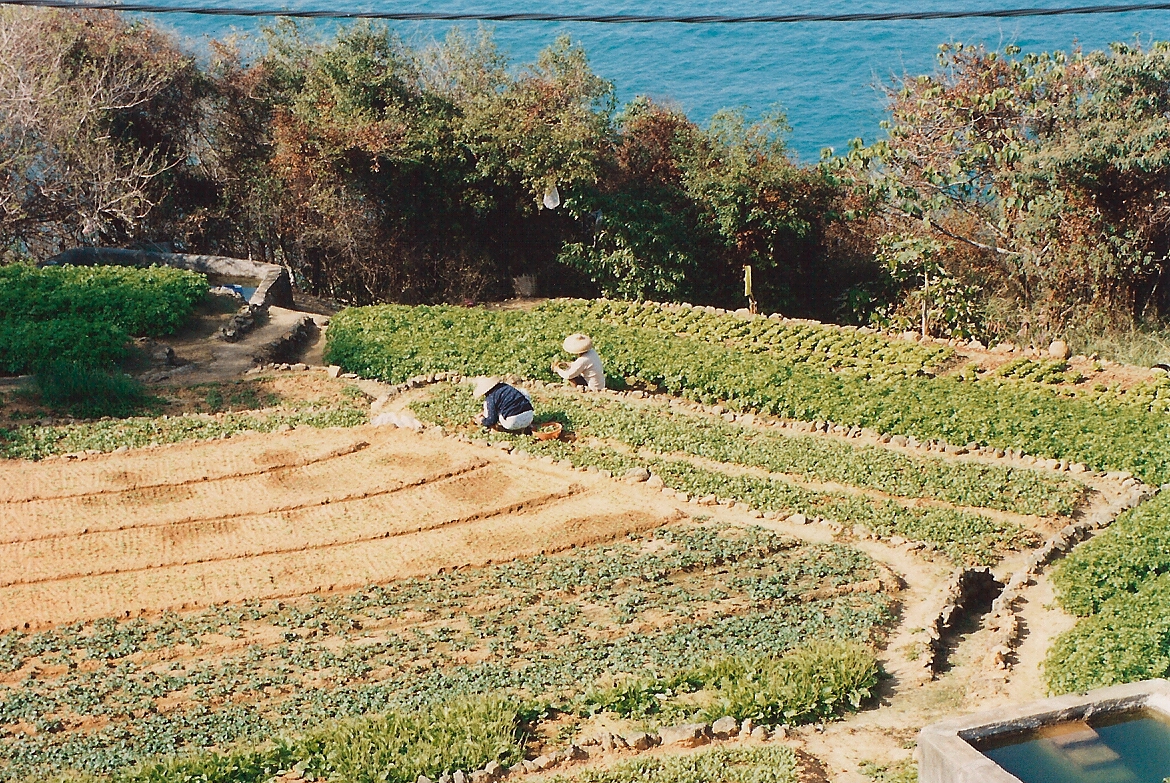
Verze coltivate

Un orto è di solito un appezzamento di terreno dal quale, a seguito di lavorazione, si ricavano vegetali e funghi commestibili  – dietologicamente, gastronomicamente e commercialmente noti come frutta e verdura oppure ortaggi – officinali, tessili ed ornamentali nonché mutuali.
Il termine deriva dal latino hŏrtu(m) «giardino» (occitano òrt, catalano hort, spagnolo huerta, portoghese horto), corrispondente al termine in greco antico χόρτος?, chórtos, "cortile", al gallico garth, all'alto tedesco antico garto (cfr. tedesco Garten e inglese garden), gotico 𐌲𐌰𐍂𐌳𐌰, garda (da cui forse lo slavo antico gradŭ, in russo город?, górod), da una radice indoeuropea *gʰórdʰos, «recinto»).

## Descrizione
Di solito l'orto si colloca su superfici pianeggianti che ne facilitano la lavorazione ma ciò non significa che non sia possibile coltivare in terreni più o meno scoscesi, ad esempio scegliendo colture che non richiedono particolari accorgimenti di irrigazione oppure adottando specifiche tecniche colturali come il terrazzamento.
L'orticoltura si pratica soprattutto su suoli dalla permeabilità adeguata in pianure alluvionali situate in regioni dal clima favorevole, ancorché a seguito della Rivoluzione verde la diffusione di serre ed altre tecnologie ha permesso di avere maggiore controllo sulla produttività ovvero maggior indipendenza dalle variazioni geoclimatiche. Sia le colture in serra che quelle in campo aperto di solito richiedono comunque impianti di irrigazione.

### Lavorazione
La lavorazione dell'orto richiede in primo luogo la domesticazione di specie spontanee che avviene da millenni tramite selezione e riproduzione controllata in ambito vivaistico. Oggigiorno di solito l'orto non include zone adibite a vivaio in quanto sementi, piante e talee da piantumare si trovano facilmente in commercio. Tuttavia esistono orti dotati di strutture come serre e semenzai, nonché di vasellame, cordame e attrezzature varie, tra cui guanti, annaffiatori, coltelli e cesoie, per la riproduzione, selezione e condivisione delle preferenze.
La predisposizione di un orto richiede poi preventiva bonifica, incluso diboscamento del suolo, con l'impiego di attrezzature come roncole, seghe, carri, cunei, scuri, accette, zappe, asce, leve, vanghe, picconi, carriole, funi, catene e di animali da soma, oppure su larga scala di vari macchinari come trattori e rimorchi, motoseghe e decespugliatori, bulldozers ed escavatori, nonché con il ricorso all'incendio controllato, a defolianti e ad esplosivi. Spesso da questa prima lavorazione una tantum risultano anche sistemi di irregimentazione delle acque, di irrigazione ma anche di trasporto con argini, canali, chiuse, porti, dighe e ponti che comunque nel tempo richiedono manutenzione.
Una volta liberato il suolo dai vegetali e minerali spontanei indesiderati dalle misure maggiori occorre procedere col dissodamento per eliminare le piante più piccole con le loro radici nonché eventuali sassi in sovrannumero rivoltando e frantumando lo strato più superficiale del suolo per poter procedere al diserbo e spietramento manuale. Si usano di nuovo zappe e vanghe ma anche più recentemente aratri ed erpici a trazione animale oppure a motore ed erbicidi fino ad ottenere un terreno di consistenza friabile che faciliti l'attecchimento delle nuove piante. Questa operazione, detta anche sovescio, spesso viene ripetuta stagionalmente per trattare residui di coltivazione e piante infestanti ed in preparazione della piantumazione ma esistono tecniche colturali che fanno eccezione, come nel metodo Fukuoka che prevede la creazione di un agrosistema quasi autosufficiente con minime esigenze di lavorazione in cui le piante coltivate con la tecnica dello spargimento di conglomerati di argilla e sementi miste si lasciano riprodurre spontaneamente in interazione con l'ambiente circostante, quindi pressappoco per selezione naturale casuale, ed è per ciò richiesto un dissodamento molto blando del suolo con semplice zappettatura e diserbo manuale che inoltre non stravolge l'habitat di superficie capovolgendo zolle di grandi dimensioni ed interrando l'humus, ossia lo strato più ricco di nutrienti da decomposizione e di animali terricoli utili come i lombrichi.

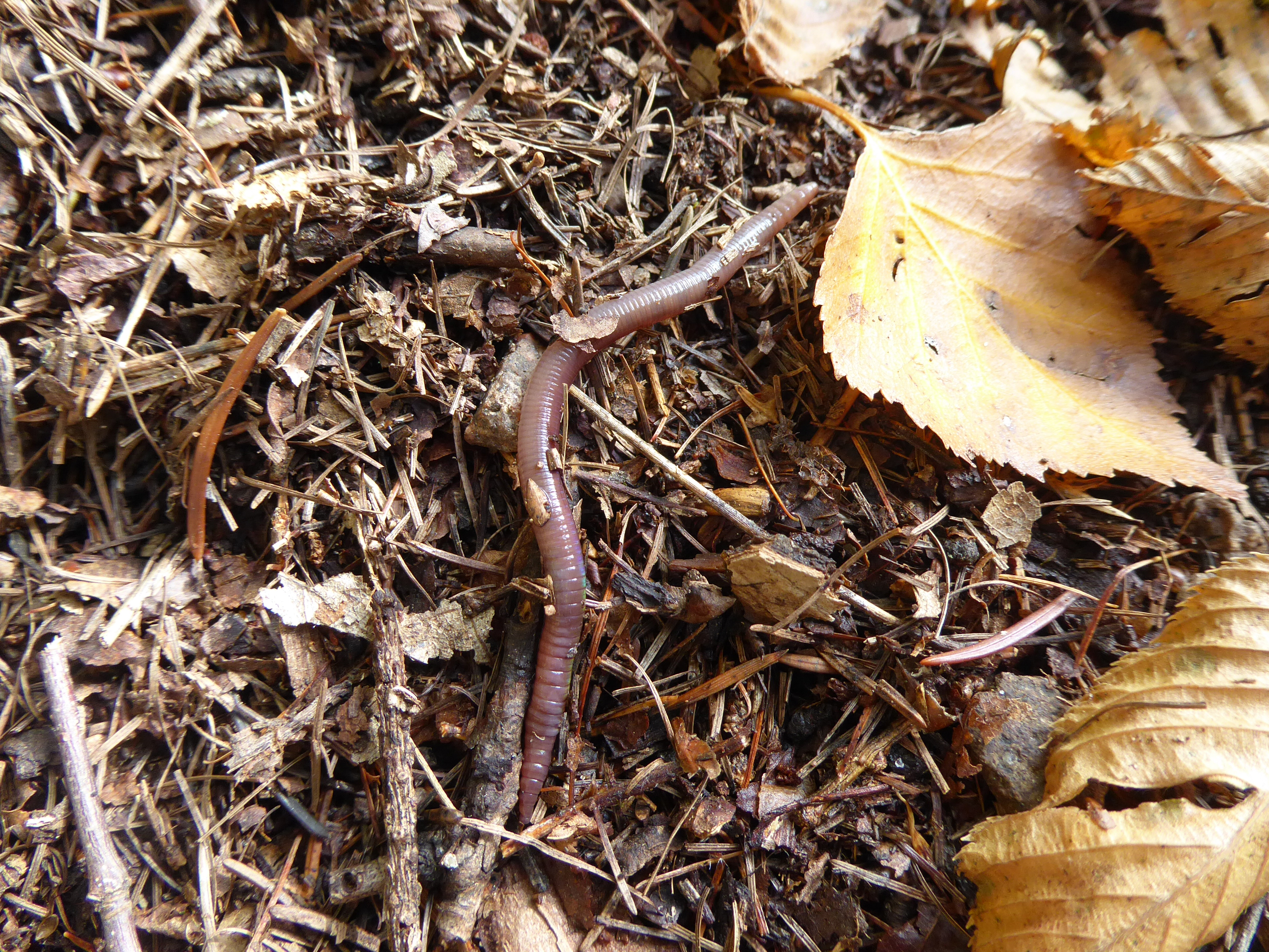
Lombrico

Il terreno così dissodato inoltre spesso viene concimato stagionalmente mescolandovi vari prodotti come cenere, scarti di raccolto, rifiuti organici, deiezioni animali oppure appositi preparati di sintesi, di solito con un certo anticipo variabile rispetto al momento della piantumazione per permettere il completamento delle reazioni chimiche desiderate. Va notato che in caso di orti coltivati con metodo biologico in appezzamenti già precedentemente coltivati con metodi intensivi per la prima piantumazione occorre attendere un certo lasso di tempo di conversione dall'ultimo trattamento con prodotti non approvati che si ritiene possano danneggiare la salute di chi consumerà gli ortaggi coltivati oppure elementi utili nell'agrosistema, anche per permettere al suolo di ricostituirsi spontaneamente.
La piantumazione di sementi, piante giovani o talee nell'orto segue diverse tempistiche a seconda del luogo e delle esigenze produttive. Oltre alla stagionalità che influenza le condizioni di irraggiamento solare quindi di temperature, venti e precipitazioni si considerano spesso anche le fasi lunari ed in particolare l'inizio della fase di luna crescente che influenza la massa liquida planetaria, come documentato anche nella tradizione monastica europea e come previsto anche più recentemente dal metodo biodinamico di coltivazione, tutte pratiche non riconosciute a livello scientifico. Infatti queste pratiche non solo sono ignorate dalla moderna agricoltura industriale, ma sono state oggetto di verifiche sperimentali che ne hanno dimostrato l'inconsistenza.

### Colture
Le colture da orto comprendono piante perenni anche centenarie che richiedono una prima piantumazione e solitamente non vengono poi spostate onde evitare lavorazioni onerose e crisi alla pianta, quindi hanno una collocazione fissa nell'orto scelta sulla base di esigenze di irrigazione, condizioni microclimatiche, esigenze di lavorazione. Ci sono poi piante biennali e piante annuali che esauriscono il loro ciclo vegetativo stagionalmente e che vengono piantumate di conseguenza nelle zone rimanenti al netto dei percorsi, degli impianti e delle strutture di lavorazione. A volte per creare microclimi favorevoli nell'orto si dispongono muri e siepi presso cui coltivare che permettono riparo da venti, conservazione del calore oppure ombreggiamento. Inoltre per coltivare piante rampicanti si possono predisporre varie forme di sostegno più o meno fisso anche sfruttando il fusto di altre piante. Infine per coltivare in orti molto esigui è possibile usare tecniche di agricoltura verticale come scaffalature e mensole con vasi che per altro permettono appunto anche lo spostamento stagionale di piante dall'orto alla serra e viceversa.

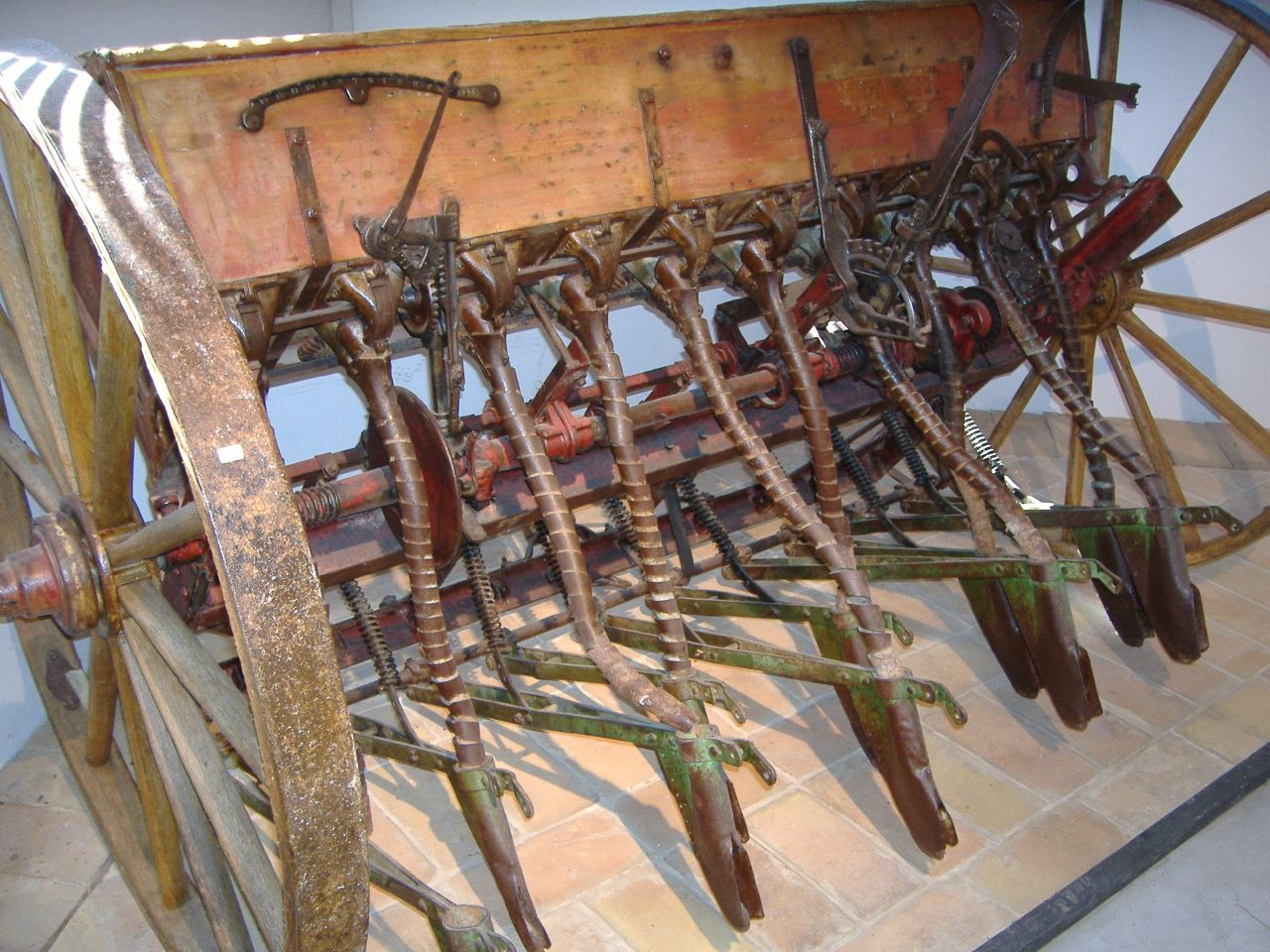
Seminatrice d'epoca al Museo della Cultura Contadina, Abbadia di Fiastra

A volte poi si effettua la consociazione delle colture in base alla quale specie che ricavano vantaggi dalla presenza di altre specie, soprattutto in termini di occultamento da parassiti e di bilancio di nutrienti nel terreno, vengono piantumate in vicinanza, come nel metodo sinergico di coltivazione.
Se si vuole ottenere una produzione scaglionata per un consumo stagionale e quotidiano di ortaggi misti è importante coltivare molte specie e varietà diverse e dilazionare la semina o messa a dimora durante tutto l'anno anche avvalendosi di serre. La messa a dimora si effettua manualmente con eventuali attrezzi da scavo mentre la semina si può effettuare sia a mano e a spaglio che avvalendosi di appositi attrezzi e macchinari come le seminatrici su grandi appezzamenti. A volte a seguito della piantumazione si effettua una concimazione superficiale oppure a copertura si dispone materiale di pacciamatura che permette di minimizzare l'evaporazione dell'acqua dal terreno riducendo così le esigenze di irrigazione, anche avvalendosi di attrezzi come le forche.
Per evitare il depauperamento selettivo dei nutrienti presenti nel suolo spesso si pianificano le piantumazioni a lungo termine secondo la rotazione o avvicendamento delle colture, alternando cioè in una stessa aiuola le colture che tendono a sfruttare al massimo il terreno con colture che rilasciano al terreno sostanze che lo arricchiscono aumentandone la fertilità o che lo intaccano minimamente.
L'irrigazione di un orto presuppone appunto la disponibilità di un corso d'acqua o di un bacino di raccolta spontanea o artificiale per il prelievo che avviene tramite contenitori, condotte oppure pompe attraverso cui acqua ed eventuali fertilizzanti vengono distribuiti alle piante a cannella, a doccia o a goccia, alle radici, al suolo o alla volta, sia singolarmente che collettivamente, anche tramite impianti dotati di rubinetti temporizzati, di solito da poco prima del tramonto a poco dopo l'alba, per minimizzare le quantità d'acqua sprecate in evaporazione.

### Rischi
Le colture da orto sono soggette a vari rischi oltre a quello climatico e da inquinamenti ambientali per cui spesso dopo la piantumazione si adottano vari accorgimenti precauzionali e difensivi. C'è la competizione con le già citate piante infestanti che richiedono diserbo manuale o con erbicidi selettivi ma anche l'attacco di funghi parassitari che difficilmente può essere contrastato per cui si impiegano preventivamente anticrittogamici. E c'è il saccheggio da parte di animali vaganti fitofagi per cui si adottano rimedi come recinzioni, allarmi con dissuasori, cani, gatti e altri animali da guardia, abbattimenti con armi da fuoco, trappole, catture con trasloco, avvelenamenti con pesticidi vari e introduzione di predatori antagonisti, come nel metodo della lotta integrata. Infine sono possibili casi di saccheggio oppure danneggiamento, involontario o volontario, anche da parte di persone, che possono essere soggetti a contratti assicurativi anche di carattere previdenziale oppure a normative che prevedano varie fattispecie di indennizzo, risarcimento e sanzione.
Un altro rischio riguarda l'uso di attrezzature alimentate a benzina come il soffiatore per foglie, uno strumento usato nell'orto e nel giardino che spinge l'aria fuori da un ugello per spostare detriti come foglie e sfalci d'erba. Questo strumento in genere fa risparmiare tempo rispetto a rastrello, scope e raccolta a mano dei detriti. Tuttavia le emissioni delle attrezzature di manutenzione del terreno alimentate a benzina sono una fonte di inquinamento atmosferico e acustico. Questi inquinanti sono stati collegati a cancro, malattie cardiache e asma. Uno studio del 2011 ha rilevato che la quantità di NMHC inquinanti emessi da un soffiatore spento per 30 minuti è paragonabile alla quantità emessa da un camioncino Ford F-150 che percorre circa 5 000 km. Inoltre le nuvole di polvere causate dai soffiatori di foglie contengono sostanze potenzialmente dannose come pesticidi, muffe e feci animali che possono causare irritazioni, allergie e malattie. I soffiatori per foglie rappresentano anche un rischio per l'udito professionale per il quasi 1 milione di persone che lavorano nel servizio di giardinaggio e manutenzione del terreno.

### Raccolta

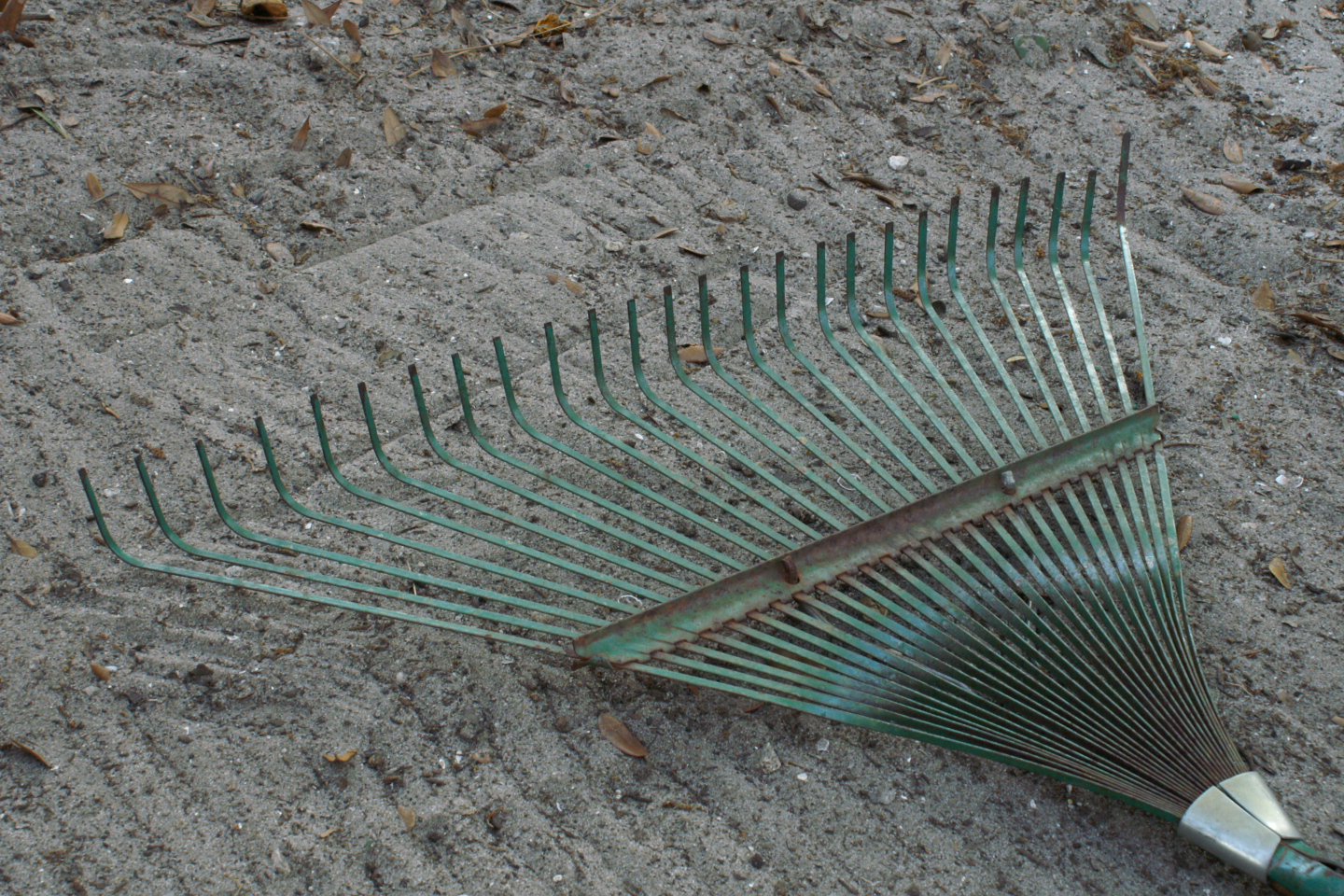
Un tipo di rastrello per le foglie

La raccolta dei prodotti dell'orto giunti al punto di maturazione desiderato di solito avviene quotidianamente con asportazione dell'intera pianta o di parti di essa, che spesso poi si rigenerano per qualche nuovo raccolto, e di solito viene fatta manualmente e con l'ausilio di vari attrezzi come anche falci, falcetti e rastrelli, sporte, ceste, secchi, sacchi, casse oppure con macchinari appositi come scavapatate o mietitrebbia su grandi estensioni ove possibile. A volte alcuni esemplari scelti si lasciano maturare fino alla dispersione spontanea dei semi per ottenerne nuove sementi, soprattutto in caso di esigenze di riproduzione di specie e varietà rare a beneficio della biodiversità agricola e nutrizionale quindi anche della sovranità alimentare, come avviene nelle reti di Seed Savers, ed in tal caso diventa importante evitare la riproduzione tra varietà diverse con il distanziamento o la separazione tra cultivar.
Si può calcolare che su gran parte della penisola italiana e relativo arcipelago per garantire ortaggi ad una persona adulta per tutto l'anno occorre mediamente un orto di circa 30-50 m² comprendenti di stradelli e cunette tra le aiuole ma non di zone di servizio mentre per un gruppo di 4 persone di età differenti intorno ai 100-130 m² tenendo conto delle economie di scala.
La maggior parte dei suoli coltivabili della penisola e arcipelago in volume di produzioni si trova appunto in campagna su pianure oppure pianori entro altitudini collinari ed al di fuori di habitat e corridoi protetti e di zone densamente edificate quindi non sono molti gli orti di montagna, urbani ed hobbistici insistenti su dispendiosi terreni a destinazioni d'uso edificabili oppure su terreni demaniali.